# Panna perarmatus
Panna perarmatus is een straalvinnige vissensoort uit de familie van ombervissen (Sciaenidae). De wetenschappelijke naam van de soort is voor het eerst geldig gepubliceerd in 1926 door Paul Chabanaud.